# 게임물관리위원회
게임물관리위원회(-物管理委員會, Game Rating and Administration Committee, 약칭: 게임위, 게관위, GRAC)는 대한민국에서 제작 및 배급되는 비디오 게임의 내용을 사전 심의하고, 소비자가 올바르게 선택할 수 있도록 그에 등급을 부여하는 대한민국 문화체육관광부 산하 기타공공기관이다. 또한 등급이 분류된 게임물을 관리하고 불법 게임물 감시단을 운영하며 불법 게임물 영업을 단속하고 있다.
한때 게임물의 심의는 영상물을 심의하는 영상물등급위원회에서 함께 맡아왔으나, 2006년 4월 개정된 게임산업진흥법에 따라 같은 해 10월 30일 게임물만을 관리하기 위한 기관으로 게임위가 출범했으며, 이로 인해 과거에 심의를 받은 게임도 게임물관리위원회로부터 다시 재심의를 받아야 한다.
등급위원회는 문화예술, 문화산업, 청소년, 법률, 교육, 언론, 정보통신 분야나 비영리 민간단체에서 종사하며 게임산업·아동 또는 청소년에 전문성과 경험이 있는 사람을 대통령령이 정하는 단체 중에서 추천받아 구성된다.
공공기관 지방 이전에 따라 2013년 10월 21일 부산광역시 해운대구 영상산업센터로 이전하여, 게임물관리위원회로 출범하였다. 이와 함께 게임물관리위원회와 원활하게 협업하기 위하여, '청소년 이용가' 게임물의 심의를 담당할 민간 심의기관을 2013년 11월 부산광역시에 게임콘텐츠등급분류위원회를 설립했다. 민간 심의기관의 업무는 2014년 3월에 시작 될 것으로 예상했으나 게임물관리위원회와의 전산 연동 등의 전산 시스템 작업으로 인해 2014년 6월 9일에 등급분류 업무가 시작되었다.

## 설립 근거
- 게임산업진흥에 관한 법률[3]

## 연혁
- 2006년 10월 30일: 게임물등급위원회 출범
- 2010년 1월 29일: 게임물등급위원회 '기타공공기관' 지정(기획재정부)
- 2013년 12월 23일: 게임물관리위원회 출범

## 조직
- 감사
  - 감사팀

### 위원장
- 사무국
  - 사업기획팀
  - 경영지원팀
  - 법무팀
  - 자율등급지원팀
  - 조사관리팀
  - 수도권관리팀
  - 등급서비스팀
  - 정보기술팀

## 등급 분류
게임물등급위원회는 다음과 같이 게임물의 등급을 분류하고 있다.
| ALL (전체이용가) 누구나 이용할 수 있는 게임물 | 12 (12세 이상 이용가) 만 12세 미만의 자는 이용할 수 없는 게임물 | 15 (15세 이상 이용가) 만 15세 미만의 자는 이용할 수 없는 게임물 | 19 (청소년 이용불가) 청소년은 이용할 수 없는 게임물 | 등급분류거부 등급분류 받을 수 없는 게임물 | 평가용 평가중인 게임물 |
|                                               |                                                                 |                                                                 |                                                     |                                           |                        |

아직은 전체 이용가와 7세 이용가를 구분하고 있지는 않지만, 게임물등급위원회에서 ‘7세 이용가’ 등급의 신설을 추진하고 있다.

## 등급 분류 심의

### 대상
게임물관리위원회의 등급 분류 심의의 대상은 게임물이다. 여기서 말하는 게임물이란 2007년 1월 19일에 개정된 게임산업진흥법에 따르면 컴퓨터 프로그램 등 정보처리 기술이나 기계장치를 이용하여 오락을 할 수 있게 하거나 이에 부수하여 여가 선용, 학습 및 운동 효과 등을 높일 수 있도록 제작된 영상물 또는 그 영상물의 이용을 주된 목적으로 제작된 기기 및 장치를 말한다.
그 중에서 등급 분류 대상이 되는 경우는 게임물을 이용할 수 있도록 제작 또는 배급하거나 유통하는 경우이다. 때문에 게임물을 제작하거나 배급하는 것과 같은 해에 등급위원회로부터 게임물의 내용에 관한 등급 분류를 받아야 한다. 전체 기준이 게임물관리위원회의 규정을 크게 웃돈 게임은 발매나 판매 및 유통이 금지되어 있다.
그러나 중앙행정기관의 장이 추천하는 게임대회나 전시회 등에 전시할 목적으로 제작, 배급하는 게임물이나 국가, 지방자치 단체, 교육기관, 종교기관 등이 교육, 학습, 종교 또는 공익적 홍보활동(비영리 목적) 등의 용도로 제작/배급하는 게임은 등급 분류에서 제외된다.

### 기준
게임위의 게임물 내용 심의기준은 선정성, 폭력성, 기타 반사회성, 언어, 사행성으로 나뉘고 그 정도에 따라 게임물의 등급을 분류하지만, 예외적으로 아케이드 게임물은 전체이용가와 청소년이용불가 등급만 적용한다.
| 구분           | 전체이용가                               | 12세 이상 이용가                         | 15세 이상 이용가                                   | 청소년 이용불가                                 | 등급분류거부                                                        |
| -------------- | ---------------------------------------- | ---------------------------------------- | -------------------------------------------------- | ----------------------------------------------- | ------------------------------------------------------------------- |
| 선정성         | 해당 사항 없음                           | 성적 욕구를 자극하지 않음                | 여성의 가슴과 둔부가 묘사되나 선정적이지 않은 경우 | 선정적인 노출이 직접적이고 구체적 묘사          | 선정적인 노출이 청소년 이용불가 등급보다 심각하게 묘사              |
| 폭력성 및 공포 | 해당 사항이 없거나 폭력적 요소 매우 경미 | 폭력을 주제로 하나 표현이 경미한 경우    | 폭력을 주제로 하여 선혈, 신체훼손이 비사실적       | 폭력을 주제로 하며 선혈, 신체훼손이 사실적      | 폭력 수위와 선혈, 신체훼손이 청소년 이용불가 등급보다 심각하게 높음 |
| 반사회성       | 해당 사항 없음                           | 반사회적 내용이 있으나 표현이 매우 약함  | 반사회적 내용이 있으나 표현이 경미                 | 범죄행위나 마약 등 반사회적 행동 조장           | 반사회적 요소가 청소년 이용불가 등급보다 심각하게 높음              |
| 언어           | 해당 사항 없음                           | 저속어, 비속어가 있으나 표현이 매우 약함 | 저속어, 비속어가 있으나 표현이 경미                | 언어 표현이 청소년에게 유해하다고 인정되는 경우 | 언어 표현이 청소년 이용불가 등급보다 극도로 유해한 경우             |
| 사행성         | 해당 사항 없음                           | 사행적 요소가 다소 있지만 매우 약함      | 사행적 요소가 다소 있지만 경미한 경우              | 사행성이 높은 행위를 유발하는 경우              | 사행성이 청소년 이용불가 등급보다 극도로 높은 행위를 유발하는 경우  |

## 게임물 내용정보 표시제도
게임위로부터 등급을 받은 모든 게임들은 서비스나 배포를 할 경우 게임물에 대한 내용정보를 표시해야 한다. 그 내용정보는 게임물등급위원회로부터 등급필증을 받을 때 표시된 내용 그대로 표시되어야 한다. 내용 정보는 선정성, 폭력, 공포, 언어의 부적절, 약물, 범죄, 사행성으로 7개로 나뉘며, 내용에 해당되는 픽토그램을 넣고 그 밑에 등급에 따라 하나에서 세 개의 별을 표시하게 된다.

### 표시 방법
게임물 내용정보의 표시방법은 각 플랫폼마다 다르다.
| 플랫폼            | 표시 방법                                                                                          |
| ----------------- | -------------------------------------------------------------------------------------------------- |
| 아케이드 게임     | 아케이드 게임은 게임기 외관 전면에 내용정보를 표시해야 한다.                                       |
| 온라인 게임       | 게임 초기화면에 3초 이상 내용정보를 표시한 후, 다시 매 시간마다 내용정보를 3초 이상 표시해야 한다. |
| 모바일 게임       | 게임 초기화면에 3초 이상 내용정보를 표시하여야 한다.                                               |
| PC 및 비디오 게임 | 패키지 뒷면과 CD 혹은 DVD 같은 저장매체의 전면에 표시하여야 한다.                                  |

## 논란과 비판

### 강도 높은 검열
2011년 4월 17일, 영국의 경제 주간지 《이코노미스트》는 최신호의 〈한국의 검열:게임 오버〉를 통해, 자녀들이 게임에 빠지는 학부모들의 우려를 이해하는 한편 대한민국의 가장 활기찬 게임 산업 전반의 발전을 가로막을 위험을 안고 있다고 보도하였다.
이 기사에 따르면 게임물등급위원회가 아이폰과 안드로이드폰을 통해 출시되는 게임들과 보조를 맞추지 못하며 무해한 게임 조차 심의 기간이 장기간이 걸리는 승인 절차를 고수하고 있다며, 또한 이로 인해 애플과 구글이 한국 고객들에게 아예 게임을 팔지 않고 있고, 한국 게임 개발 업체들은 게임위를 '한국 게임 사회의 숙적'으로 보고 있다고 이 잡지는 전했다.

### 소스 코드 제출 논란
2006년 10월 29일 영상물등급위원회의 홈페이지에 올라온 게임위의 심의 신청 안내 공지에 "앞으로 게임의 심의를 받는 업체들은 게임 소스 코드를 게임의 실행 파일과 함께 게임위에 제출하라"고 명시되었다.
게임 업계는 그들의 기술적 재산인 소스 코드를 내놓으라는 요구에 크게 반발했으나, 게임위는 같은해 11월 1일 "소스 코드 제출은 일부 사행성 우려가 있는 게임에만 해당되는 것"이라 밝히며 영등위에 요구해 게시된 공지에서 소스 코드 제출 부분을 삭제했다.

### 게임물 등급 제도 개선 연대
22개 시민단체로 구성된 게임물등급제도개선연대는 2007년 4월 28일에 공포된 게임산업진흥법이 청소년을 보호하지 못한다고 비판했다.
청소년 이용불가 등급으로 결정되었던 일인칭 슈팅 게임 랜드매스를 단지 사업자가 15세 이용가를 요청한다는 이유로 15세 등급을 부여한 사례와 등급 분류를 받지 않고 제공될 수 있는 시험용 게임을 확대 해석한 것을 들어 그것이 업계에 편향된 정책임을 비판했다. 시험용 게임은 비공개테스트(클로즈 베타테스트)에 한한 것인데도, 그를 확대 적용하여 불특정 다수에게 제공되는 공개테스트(오픈 베타테스트)에도 적용되었다는 것이었다. 이에 연대는 문화관광부가 청소년을 게임산업 진흥의 실험용 쥐로 쓰고 있다며 강도 높게 비판했다.
그리고 등급위원회의 구성에 학부모단체나 청소년, 교육단체, 국가청소년위원회의 권한을 전체의 50% 이상 늘려야한다고 주장했으나, 산업자원부 장관이 지정한 산업진흥 관련 단체를 추가했음을 비판했다. 더불어 게임물 내용정보 표시 역시 온라인게임의 정보 표시가 1시간마다 3초씩 표시되는 것이 아니라 항상 표시될 수 있게 해야 한다고 주장했다.

### 밸브의 게임과 아마추어 게임에 대한 제재 논란
게임물등급위원회가 미국 밸브 코퍼레이션에서 제공하는 스팀 플랫폼 게임들이 미심의 상태로 국내에 발매되는 것을 이유로 사이트 접속 차단을 고려중이라는 기사가 보도되어, 사용자들 사이에 논란이 일었다.
게임물등급위원회는 또한, 각종 아마추어 게임 제작 커뮤니티에 심의를 받지 않은 게임을 심의신청하거나 삭제하라는 내용의 공문을 보냈다. 네티즌들은 아마추어 제작자들이 비싼 심의수수료를 감당할 수 없으며, 이는 게임 제작에 대한 자율성과 창작 활동을 억압하는 조치라고 비판했다. 다음 아고라에서는 이에 관한 청원 서명운동이 벌어지기도 했다.

### 폐지론
그 외에 민주당 전병헌 의원의 게임물 등급심의 민간이양과 국고지원 철폐 등 여러 비판으로 인해 2011년 12월 31일이 국고지원이 중단되고 폐지론으로 무게가 기울어 가고 있다.

### 감사결과
2023년 6월 29일 감사원의 결과가 나왔다. 그리고 라이선스 구매대금 1150만원 손실 상당액을 환수하고 해당 업체를 부정당업자로 제재하는 방안을 마련했다.
감리보고서를 거짓으로 작성한 것으로 드러났다.

## 사건 및 사고

### 회식자리 동성 성추행 파문
2014년 7월 31일 조사관리부 소속 직원 15명이 부산광역시 사하구 소재 노래방에서 회식을 가지던 중, 남성 직원 4명이 후임 남성 직원 1명의 상하의를 강제로 벗기고 애무와 입맞춤을 흉내내는 성범죄가 발생하였다. 이 모든 상황은 동석한 여성 직원들도 지켜보고 있었다. 또한 피해자 진술에 따르면 동석하던 조사관리부 부장은 이런 사실을 지켜보고도 방관했으며, 오히려 항의하는 다른 직원에게 ‘좋은 분위기를 왜 망치냐’라며 언성을 높였다.
발생 직후 위원회 감사팀에 직원행동강령 및 복무규정에서 규정한 성희롱 금지사항과 부서장의 연대책임을 사유로 피해신고가 접수되어, 게임물관리위원회 측에서는 자체 진상조사를 실시하였다. 이에 8월 8일 개최된 인사위원회에서 성추행 관련자 5명에 대해 사건조사 및 징계결정시까지 직위해제를 결정하고, 추가조사를 거친 후 8월 13일 인사위원회에서 직접 가해자 4명의 성추행 및 부서장 1명의 연대책임을 물어 해임조치하였다.
2014년 11월 17일, 대한민국 문화체육관광부에서는 위의 사건을 포함한 두 건의 사내 성범죄를 부적절하게 처리했다는 이유로 위원장과 사무국장에게 엄중 경고를 내리고, 쇄신책 마련을 지시했다. 문체부 감사에 따르면 게임물관리위원회는 위의 사건을 처리하는 과정에서 피해자에 대한 보호 없이 공개 설문을 진행하여 피해자의 인권을 침해했다. 또한 2014년 2월 여직원 성추행 사건에서는 가해자가 사표를 제출하고 출근하지 않았음에도 급여를 그대로 지급하였다는 점이 문제로 지적되었다.

## 같이 보기
- 영상물등급위원회
- 대한민국의 텔레비전 등급 제도
- 컴퓨터·비디오 게임 등급 심의 체계
- 컴퓨터 오락 등급 기구 - 일본의 게임물 심의를 담당하는 민간 위원회
- 오락 소프트웨어 등급 위원회 - 북미 지역의 게임물 심의를 담당하는 민간 기구